# Vladimir Fjodorovič Abramov
Vladimir Fjodorovič Abramov (rusko Владимир Фёдорович Абрамов), sovjetski vojaški pilot in letalski as, * 14. junij 1921, Kuzneck, Sovjetska zveza (danes Penzenska oblast, Rusija), † 23. maj 1985.
Abramov je v svoji vojaški karieri dosegel 21 samostojnih in 7 skupnih zračnih zmag.

## Življenje
Bil je pripadnik Letalstva Baltiške flote.
Na začetku druge svetovne vojne je bil pripadnik 71. lovskega letalskega polka, nato pa so ga 31. maja 1943 premestili k 10. gardnemu lovskemu letalskemu polku.
Opravil je več kot 600 bojnih poletov in bil udeležen v 67 zračnih bojih. Letel je z I-153, I-16, Jak-7B in La-5.

## Odlikovanja
- heroj Sovjetske zveze (22. julij 1944)
- red Lenina
- red rdeče zastave (4×)
- red domovinske vojne 1. razreda
- red rdeče zvezde (2×)